# Norbert von Baumbach
Norbert von Baumbach  (* 8. Februar 1900 in Gelnhausen; † 27. Februar 1977 in Amönau bei Marburg) war ein deutscher Marine-Offizier mit Einsatz als Nachrichtenoffizier, Marineattaché und Leiter im Marinenachrichtendienst sowie Angehöriger des Bundesnachrichtendienstes.

## Leben und Wirken
Norbert von Baumbach wurde als Sohn des Landrates und Regierungspräsidenten Philipp Freiherr von Baumbach (1860–1911) und dessen Ehefrau Clara, geborene Laffert (1876–1937), in Gelnhausen, am Rande des Rhein-Main Gebietes geboren. Nach dem Abitur trat er in die kaiserliche Marine ein, durchlief hier die seemännische Grund- und Basisausbildung für Seeoffiziere und erreichte Anfang der 1920er Jahre den Dienstgrad eines Oberleutnants zur See. Im Jahre 1922 wurde er ins Reichswehrministerium kommandiert und nahm hier eine Tätigkeit in der Nachrichtenstelle (N) auf, die dem Marineamt unmittelbar zuarbeitete. Sein Vorgesetzter war Korvettenkapitän Reinhold Gadow (1882–1945). In diesem Organisationsbereich war das 1919 aufgelöste Presseamt des Admiralstabes und das Nachrichtenbüro des Reichsmarineamtes aufgegangen. Die Aufgaben der Nachrichtenstelle bestanden in der Beschaffung wichtiger, militärisch wertvoller Informationen über die Einrichtungen, das Material, die Technik, das Personal, die Logistik der feindlichen Marinen durch Beobachtungen, Kontakte, Funk- und Presseauswertung. Darüber hinaus wurden auch eigene Pressemeldungen und Publikationen herausgegeben. So erschien 1923 das Buch „Ruhmestage der Deutschen Marine – Bilddokumentation des Seekrieges“ im Melchior Verlag. Autor war Norbert von Baumbach. Im Jahre 1924 kam es mit dem Weggang des Chefs des Marineamtes Admiral Paul Behncke (1866–1937) zu Umstrukturierungen und zum Teil Neuausrichtungen der Arbeit. Neuer Leiter der Nachrichtenstelle wurde Korvettenkapitän Walter Matthiae (1880–1960). Ab diesem Zeitpunkt wurde die Nachrichtenstelle (N), gemeinsam mit der Seetransportabteilung zusätzlich in geheime Rüstungsprojekte der Marineleitung einbezogen. Das betraf vor allem die geheime militärische Zusammenarbeit mit der Türkei, Spanien, Japan und der Sowjetunion. Mitte 1927 kam es in dem Arbeitsbereich von Baumbach zu weiteren Umstrukturierungen, die vor allem durch das Bekanntwerden der Machenschaften des Leiters der Seetransportabteilung Walter Lohmann (1878–1930) bedingt waren. Mit den gleichen Arbeitsaufgaben betraut, wechselte von Baumbach 1928 in die Wehrmachtsabteilung des Reichswehrministeriums. Im gleichen Jahr wurde er zum Kapitänleutnant befördert und verblieb bis Ende 1932 in der Abteilung, wurde aber bereits stärker zu Arbeitsaufgaben in Richtung der östlichen europäischen Länder herangezogen.

## In der Sowjetunion
Mit dem Ende der bisherigen Sonderrolle in der Zusammenarbeit zwischen der Reichswehr und der Roten Armee 1932/33 wurde die personelle Besetzung von Militärspezialisten an der deutschen Botschaft in Moskau wieder gestärkt. Deshalb erfolgte Baumbachs Kommandierung als Gehilfe des Militärattachés und Marineberater am 1. Oktober 1933 an die Botschaft. Zeitnah wurde er zum Fregattenkapitän befördert. Deutscher Botschafter in Moskau war seit 1933 Rudolf Nadolny (1873–1953), und damit sein direkter Vorgesetzter. An der Seite des Militärattachés Otto Hartmann (1884–1952), der ebenfalls ab 1933 an der Botschaft tätig wurde, arbeitete sich von Baumbach in die Aufgaben der maritimen Informationsbeschaffung und Kontaktanbahnung vor Ort ein. Überschattet wurde diese Phase von dem Wechsel des Botschafters Mitte 1934. Nach dem Weggang Nadolnys wurde am 21. Juni 1934 Graf Friedrich Werner von der Schulenburg (1878–1944) neuer Botschafter. Ab diesem Jahr gehörte, hinsichtlich der Berichterstattung durch die Attachés, die Rote Armee zu den „Fremden Heeren“. Als am 31. Dezember 1936 von Baumbachs Beauftragung als Gehilfe des Militärattachés zu Ende ging, wurde er zum 1. Januar 1937 als Marineattaché in Moskau offiziell notifiziert. Ab 1938 wurde er gemeinsam mit dem aktuellen Militärattaché Ernst-August Köstring (1876–1953) in die Planung und informellen Arbeitsschritte zur Vorbereitung des deutsch-sowjetischen Nichtangriffsvertrages einbezogen. An den Tagen seines Abschlusses durch die beiden Außenminister in Moskau am 23. und 24. August 1939 weilte von Baumbach mit unter den Mitgliedern der deutschen Delegation.
Einen Tag vorher war ein gemeinsames Militärabkommen als Arbeitsergebnis der deutsch-sowjetischen Militärkommission durch Ernst Köstring und den Volkskommissar Kliment Woroschilow (1881–1969) zur Regelung der weiteren militärischen Zusammenarbeit zwischen beiden Ländern unterzeichnet worden. Die darin enthaltenen Punkte weckten bei den Attachés die Hoffnung auf eine langfristige militärische Zusammenarbeit. So erhöhten beide unmittelbar darauf sehr zügig ihr Hilfspersonal. Vorgespräche zur gemeinsamen Seerüstung und den Umbau von zivilen deutschen Schiffen zu Kriegsschiffen auf sowjetischen Werften wurden vorbereitet und fanden statt. Überlegungen der gemeinsamen Motoren- und Waffenproduktionen wurden geprüft. Durch vielfältige Initiativen Baumbachs, in Abstimmung mit dem Chef der Kriegsmarine, kam es dann auch zu tatsächlich militärisch verwertbaren Ergebnissen. Das betraf beispielsweise gemeinsame Schritte zum Aufbau einer geheimen Marinebasis im Nordmeer. Ein erster Vorschlag dazu war die Nutzung von Teilen des sowjetischen Seehafens Murmansk. Hier war der langfristige Plan zum Aufbau eines geheimen Marinestützpunktes in der Region für die deutsche Kriegsmarine, dem Hitler bereits kurz nach dem deutschen Überfall auf Polen zugestimmt hatte, Gegenstand der Aktivitäten. In diesem Zusammenhang galt es aber auch, vordergründig Lösungen für die sechs deutschen Schiffe zu finden, darunter auch die „Bremen“, die sich seit Anfang September 1939 kriegsbedingt mit einem „Zwischenstopp“ in Murmansk aufhalten mussten. Mehrfach weilte von Baumbach vor Ort, um sich ein Bild von der konkreten Lage zu machen. Als die sowjetische Regierung diesen Plan aus „Geheimhaltungsgründen“ ablehnte und als Gegenvorschlag für diesen Zweck die Nutzung der etwas westlich gelegenen Bucht „Sapadnaja Liza“ anbot, entstand hier die „Basis Nord“. Binnen weniger Tage waren die ersten Material- und Ausrüstungstransporte aus Deutschland ins Eismeer unterwegs. Konkrete Erschließungsschritte für den Aufbau eines größeren Versorgungsstützpunktes für die Kriegsflotte, zum Bau von Hafen- und Werftanlagen wurden auf der Insel in Angriff genommen. Kleine Reparatureinheiten kümmerten sich vor Ort um die Behebung von Schäden der dort stationierten Schiffe. Eine konkrete Nutzung der Basis erfolgte dann im Folgejahr im Rahmen der Vorbereitung der Kriegsmarine zum Überfall auf Norwegen. Da aber eine solche Zusammenarbeit politisch nicht gewollt war und ab diesem Zeitpunkt nicht mehr in das Konzept des Unternehmens „Barbarossa“ passte, wurde die „Basis Nord“ Ende 1940 wieder aufgelöst. Am 1. Januar 1940 war von Baumbach zum Kapitän zu See befördert worden. Mit dem Überfall Deutschlands auf die Sowjetunion am 22. Juni 1941 wurde die deutsche Botschaft in Moskau geschlossen.

## Zurück in Deutschland
Baumbach kehrte im Sommer 1941 nach Deutschland zurück. Von Juni 1941 bis Juli 1942 war er zur Verfügung des OKM gesetzt. Ab Juli 1942 wurde er beim Marinenachrichtendienst als Nachfolger von Gottfried Krüger, Leiter der Abteilung Nachrichtenauswertung (3/Skl) eingesetzt. Diesen Arbeitsbereich führte er bis zum 28. Juni 1944. Anschließend wurde er in Vertretung bis August 1944 als Marineverbindungsoffizier beim Oberkommando des Heeres verwendet. Danach war er für einen Monat Gruppenleiter Marine in der Wehrersatz-Inspektion Kattowitz und dann bis Dezember 1944 zur Verfügung des Marineoberkommandos Ost eingesetzt. Zum 31. Dezember 1944 wurde er aus der Marine verabschiedet.
Von etwa 1957 bis 1965 war Baumbach als Angestellter Angehöriger des Bundesnachrichtendienstes (BND) eingesetzt.
Am 27. Februar 1977 starb Baumbach in Amönau. Er wurde dort auf dem Friedhof der Gemeinde Amönau bei Marburg beigesetzt.

## Schriften
- Ruhmestage der Deutschen Marine. Melchior Verlag, 1923
- Mitschiffs recht so!  Zeitschrift für Aufbau und Tradition, Schriftleitung N. v. Baumbach, Verlag Mittler und Sohn, Berlin 1920 bis 1923;